# Interestatal 77
La Interestatal 77 (abreviada I-77) es una autopista interestatal de trazado norte-sur ubicada en el este de los Estados Unidos. Cruza  los estados de Carolina del Sur, Carolina del Norte, Virginia, Virginia Occidental y Ohio. El extremo sur de la autopista esta en la Interestatal 26 cerca de Columbia, Carolina del Sur, mientras que el término norte está en el cruce con la carretera interestatal 90 en Cleveland, Ohio. Atraviesa diversos terrenos, desde el estado  montañoso de Virginia Occidental, a las tierras agrícolas de Carolina del Norte y Ohio. En gran medida sustituye a la antigua U.S. Route 21 entre Cleveland y Columbia, como un importante corredor norte-sur a través de los Apalaches. La autopista tiene una longitud de 984 km.

## Largo de la ruta
| Km. | Estado              |  |  |
|     |                     |  |  |
| 145 | Carolina del Sur    |  |  |
| 169 | Carolina del Norte  |  |  |
| 108 | Virginia            |  |  |
| 301 | Virginia Occidental |  |  |
| 262 | Ohio                |  |  |
|     |                     |  |  |
| 984 | Total               |  |  |

## Cruces
La Interestatal 77 es atravesada principalmente por la: 

- Interestatal 26 cerca de Columbia, Carolina del Sur
- Interestatal 20 cerca de Columbia, Carolina del Sur
- Interestatal 485 en Charlotte, Carolina del Norte
- Interestatal 277 en Charlotte, Carolina del Norte
- Interestatal 85 en Charlotte, Carolina del Norte
- Interestatal 40 en Statesville, Carolina del Norte
- Interestatal 74 cerca de Mount Airy, Carolina del Norte
- Interestatal 81 cerca de Wytheville, Virginia
- Interestatal 64 en Beckley, Virginia Occidental
- Interestatal 79 en Charleston, Virginia Occidental
- Interestatal 70 en Cambridge, Ohio
- Interestatal 277 en Akron, Ohio
- Interestatal 76 en Akron, Ohio
- Interestatal 271 en Richfield, Ohio
- Interestatal 80/Ohio Turnpike en Richfield/Brecksville, Ohio
- Interestatal 480 en Independence, Ohio
- Interestatal 490 en Cleveland, Ohio
- Interestatal 90 en  Cleveland, Ohio

## Rutas auxiliares
- I-277 - Charlotte, Carolina del Norte
- I-277 - Akron, Ohio